# Selbstanzeige
Eine Selbstanzeige (umgangssprachlich auch Eigenanzeige) ist im Steuerstrafrecht ein persönlicher Strafaufhebungsgrund. Wer wirksam eine Selbstanzeige erstattet, kann gemäß § 371 Abgabenordnung (AO) nicht bestraft werden, obwohl er eine Steuerhinterziehung (§ 370 AO) vollendet hat. Wichtigster Grund der strafbefreienden Selbstanzeige ist die Erschließung von Steuereinnahmequellen, die dem Staat bis zur Selbstanzeige nicht bekannt waren. Die Selbstanzeige ist politisch und gesellschaftlich umstritten.
Im allgemeinen Strafrecht wird der Begriff „Selbstanzeige“ nicht verwendet. Wer sich wegen anderer als steuerlicher Straftaten selbst anzeigt, kann Strafmilderung wegen tätiger Reue erlangen. In Deutschland gibt es zudem beim Subventionsbetrug, bei der Geldwäsche und bei der Hinterziehung von Sozialversicherungsbeiträgen der steuerlichen Selbstanzeige ähnliche Regelungen.

## Deutschland

### Politische Debatte
Seit Jahren gibt es Diskussionen um die Selbstanzeige im Steuerstrafrecht. Ein Anlass dafür war z. B. eine medial stark beachtete Hausdurchsuchung bei Klaus Zumwinkel im Februar 2008. Deutsche Behörden kauften einige Steuer-CDs und lösten damit jeweils hunderte von Selbstanzeigen von Steuerpflichtigen aus.
Dem Steuerabkommen Deutschland–Schweiz verweigerte am 23. November 2012 der Bundesrat (in dem die von SPD, Grünen und Linken regierten Länder die Mehrheit innehaben) die Zustimmung. Das Bundeskabinett rief den Vermittlungsausschuss an. Die Bundesregierung hat das Vermittlungsergebnis am 17. Januar 2013, der Bundesrat am 1. Februar 2013 abgelehnt; damit war das Gesetz gescheitert (BT-Drs. 17/12282, BR-PlenProt Nr. 906).
Im Frühjahr 2013 wurde die Diskussion intensiver.
- Anfang April begann OffshoreLeaks. Seitdem wird verstärkt – auch auf EU-Ebene – diskutiert, wie man Steueroasen austrocknen könnte.
- Die Bankenkrise auf Zypern (Näheres hier) und die drohende Staatspleite der Republik Zypern mach(t)en bewusst, wie viel Geld von Steuerpflichtigen ins Ausland geschafft wurde.
- Auch das Bankgeheimnis steht in der Kritik. Im April 2013 wurde bekannt, dass Österreich und Luxemburg ihr Bankgeheimnis lockern wollen.[1][2]
- Am 20. April 2013 machte Focus online öffentlich bekannt, dass es staatsanwaltschaftliche Ermittlungen wegen des Verdachts der Steuerhinterziehung gegen Uli Hoeneß (Präsident des FC Bayern München) gibt, nachdem Hoeneß im Januar eine Selbstanzeige abgegeben hatte.[3][4] Näheres siehe im Artikel 'Uli Hoeneß'.
- Im Februar 2014 wurden mit Alice Schwarzer und André Schmitz zwei weitere Fälle von Steuerhinterziehung durch prominente Deutsche bekannt.
- Laut Handelsblatt gingen in den ersten zehn Monaten des Jahres 2013 etwa 20.000 Selbstanzeigen bei deutschen Finanzämtern ein. Im gesamten Jahr 2012 waren es nur rund 8.000 Selbstanzeigen.[5]

#### Diskussion zur Abschaffung der strafbefreienden Selbstanzeige
Der Fall Hoeneß findet große mediale Aufmerksamkeit und veranlasst(e) zahlreiche Spitzenpolitiker, sich zum Thema „Selbstanzeige“ zu äußern.
Die SPD kündigte an, im Falle eines Wahlsieges die Selbstanzeige auf Bagatelldelikte zu reduzieren und binnen einer Frist von höchstens zwei Jahren komplett abzuschaffen.
Am 26. April 2013 stimmte der Bundestag über eine Abschaffung der Selbstanzeige ab. Die Partei Die Linke hatte diese Abstimmung beantragt; alle anderen Bundestagsfraktionen stimmten gegen diesen Antrag.
Der bayerische Ministerpräsident Horst Seehofer sagte am 27. April: „Wir sollten die strafbefreiende Selbstanzeige nicht abschaffen, wir sollten sie auf bestimmte, kleinere Fälle begrenzen.“ „Wenn es […] um mafiöse Strukturen geht, wenn viel Geld und kriminelle Energie im Spiel sind, wäre Milde völlig unangebracht. Gegen solche Straftäter muss der Staat mit der ganzen Härte des Gesetzes vorgehen.“
Nach Bekanntwerden der Steuerhinterziehung durch Alice Schwarzer und André Schmitz wiederholten im Februar 2014 SPD-Politiker wie Sigmar Gabriel, Hubertus Heil und Joachim Poß die Forderung, die strafbefreiende Selbstanzeige abzuschaffen. Bei den Grünen forderte Katrin Göring-Eckardt, die strafbefreiende Selbstanzeige nur noch für Bagatellstraftaten zuzulassen.
Aus den Reihen der CDU/CSU hingegen wird an der strafbefreienden Selbstanzeige festgehalten. So erklärte CDU-Finanzminister Wolfgang Schäuble am 6. Februar 2014, dass er keine überzeugenden Gründe für eine Abschaffung des Instruments sehe.

#### Novelle 2011
Die Bundesregierung legte im März 2011 einen Entwurf des Gesetzes zur Verbesserung der Bekämpfung der Geldwäsche und der Steuerhinterziehung (Schwarzgeldbekämpfungsgesetz) und BR-Drs. 851/10 vor, der vorsieht, die Vorschrift des § 371 AO über die Selbstanzeige zu ändern. Dies ist Ausfluss einer Entwicklung, die ihren Anfang im Ankauf von Steuersünder-CDs nahm (diese enthielten Listen deutscher Kunden von Schweizer Banken). Im Rahmen dieser Diskussion wurde argumentiert, dass die Straffreiheit durch eine Selbstanzeige ungerecht und daher abzuschaffen sei. Die SPD-Bundestagsfraktion hatte am 20. April 2010 den Entwurf eines Gesetzes zur Abschaffung der strafbefreienden Selbstanzeige bei Steuerhinterziehung vorgelegt, der jedoch nicht weiter beraten wurde. Wolfgang Joecks kommt zum Ergebnis, dass eine Streichung der Selbstanzeige Unsinn sei, stellt aber zur Diskussion, über eine Erweiterung der Sperrgründe in § 371 Abs. 2 AO nachzudenken. In diese Richtung gingen Anträge der Regierungsparteien sowie der Fraktion von Bündnis 90/Die Grünen, über die der Bundestag am 21. Mai 2010 beraten hat. Einen Tag vor dieser Beratung hat der Bundesgerichtshof einen Beschluss verkündet, in dem er seine Rechtsprechung zur Selbstanzeige änderte und deren Vollumfänglichkeit zum Postulat erhob.
Der Bundestag hat am 17. März 2011 das Gesetz zur Verbesserung der Bekämpfung von Geldwäsche und Steuerhinterziehung (Schwarzgeldbekämpfungsgesetz) und damit die Verschärfung der strafbefreienden Selbstanzeige § 371 Abgabenordnung – AO bei Steuerhinterziehung beschlossen. Grundlage waren gleichlautende Gesetzentwürfe von CDU/CSU und FDP sowie der Bundesregierung zur Verbesserung der Bekämpfung von Geldwäsche und Steuerhinterziehung.
Wesentliche Punkte der Gesetzesnovelle sind:
- Die Selbstanzeige muss zu allen unverjährten Steuerstraftaten einer Steuerart (also zum Beispiel Einkommensteuer, Umsatzsteuer) in vollem Umfang die unrichtigen Angaben berichtigen, die unvollständigen Angaben ergänzen oder die unterlassenen Angaben nachholen.
- Die Selbstanzeige ist begrenzt auf Hinterziehungsbeträge von höchstens 50.000 Euro je Tat. Darüber hinaus kann unter den Voraussetzungen des neu eingefügten § 398a AO von Strafverfolgung abgesehen werden, wobei dann eine Zusatzleistung von 5 Prozent auf den Hinterziehungsbetrag zusätzlich zu leisten ist.
- Der Zeitpunkt, von dem an die Selbstanzeige im Regelfall gesperrt ist, wird vorverlagert. War bislang das Erscheinen des Steuerprüfers der praktisch bedeutsamste Sperrgrund, so ist dies künftig die Bekanntgabe der Prüfungsanordnung.

Die Gesetzesänderung wurde auch entsprechend umgesetzt.

#### Novelle 2015
Zum 1. Januar 2015 wurden die Voraussetzung zur strafbefreienden Selbstanzeige erneut verschärft. § 398a AO in der Fassung des Jahressteuergesetzes 2015 sieht nunmehr vor, dass ein Zusatzbeitrag von 10 Prozent an die Staatskasse zu entrichten ist, wenn der Hinterziehungsbetrag den Betrag von 25.000,00 Euro übersteigt (früher 5 Prozent ab 50.000,00 Euro). Ab einem Hinterziehungsbetrag von 100.000,00 Euro beträgt der Zusatzbeitrag 15 Prozent und steigt bei einem Hinterziehungsbetrag von 1.000.000,00 Euro auf 20 Prozent an.
Darüber hinaus entfaltet die Selbstanzeige ab 2015 nur noch dann strafbefreiende Wirkung, wenn die Einkünfte für die vergangenen 10 Jahre nacherklärt werden (bis 2014 waren es nur 5 Jahre). Außerdem ist nun eine Selbstanzeige nicht mehr zulässig, wenn ein Fahndungsprüfer oder ein Amtsträger zur USt-/LSt-Nachschau erschienen ist.

### Geschichte
Das Recht zur strafbefreienden Selbstanzeige besteht bundes-(reichs-)einheitlich seit dem Inkrafttreten der Reichsabgabenordnung vom 13. Dezember 1919, § 374 ab 23. Dezember 1919, wurde mit der Neubekanntmachung der Reichsabgabenordnung am 22. Mai 1931 als § 410 fortgeführt (Änderungen: RGBl. 1939 I S. 1181, 1184; (BGBl. 1951 I S. 941); (BGBl. 1967 I S. 877, 881), wurde durch Änderungsgesetz vom 12. August 1968 (BGBl. I S. 953) zum § 395 und wurde durch die Abgabenordnung vom 16. März 1976 als § 371 übernommen (§ 371 AO)).

### Voraussetzungen
Voraussetzung für eine wirksame Selbstanzeige ist, dass der Täter der Steuerhinterziehung seine Tathandlung korrigiert (unrichtige oder unvollständige Angaben berichtigt oder ergänzt oder unterlassene Angaben nachholt) und die hinterzogene Steuer entrichtet. Der Bundesgerichtshof entschied am 20. Mai 2010, dass ein Steuerhinterzieher keine Straffreiheit erlangt, wenn er von mehreren bisher den Finanzbehörden verheimlichten Auslandskonten nur diejenigen offenbart, deren Aufdeckung er fürchtet. Vielmehr muss man, um Straffreiheit zu erlangen, hinsichtlich aller Konten „reinen Tisch“ machen. Diese Auslegung des § 371 AO war zum damaligen Zeitpunkt umstritten. Der Wortlaut der Norm erlaubte bis zur Novelle 2011 auch die Auslegung, dass bei einer Teilberichtigung teilweise Straffreiheit eintritt.
Die Voraussetzungen für die strafbefreiende Wirkung der Selbstanzeige ergeben sich aus § 371 AO:
- eine Berichtigungserklärung,
- die fristgerechte Nachzahlung und
- das Nichteingreifen eines Sperrgrundes.

Die Selbstanzeige ist auch wirksam, wenn sie nicht als solche bezeichnet wird. Der Steuerpflichtige kann die Selbstanzeige als Berichtigung eines nicht vorsätzlich gemachten Fehlers (§ 153 AO) bezeichnen.

### Ausschluss
Nicht mehr möglich ist die Selbstanzeige, wenn ein sog. Sperrgrund vorliegt. Diese sind in § 371 Abs. 2 AO abschließend genannt:
- Bekanntgabe einer Prüfungsanordnung nach § 196 AO. Dieser Sperrgrund wurde durch die Novellierung mit dem Schwarzgeldbekämpfungsgesetz eingeführt, um bei anstehender Steuerprüfung die Sperrwirkung vorzuverlegen. Es handelt sich um den praktisch bedeutsamsten Sperrgrund.
- Einleitung und Bekanntgabe eines Steuerstrafverfahrens. Eine Selbstanzeige kann nicht mehr wirksam erstattet werden, wenn ein Strafverfahren bereits eingeleitet und dies dem Steuerpflichtigen bereits mitgeteilt wurde. Hier bleibt die Sperrwirkung auf die Steuerarten und -jahre beschränkt, die zur Einleitung des Verfahrens geführt haben.
- Erscheinen eines Prüfers der Finanzverwaltung zur Prüfung. Wenn ein Prüfer der Finanzbehörde beim Steuerpflichtigen zu einer Prüfung erschienen ist, ist die Selbstanzeige ausgeschlossen, da mit Beginn der Prüfung die sogenannte Sperrwirkung eintritt. Die Sperrwirkung erstreckt sich auf die Steuerarten und -jahre, wegen derer der Prüfer erschienen ist.
- Erscheinen eines Amtsträgers zur Ermittlung einer Steuerstraftat oder Steuerordnungswidrigkeit. Es ist erforderlich, dass ein Amtsträger (z. B. ein Finanzbeamter, die Staatsanwaltschaft oder die Polizei) in ernsthafter Ermittlungsabsicht erscheint.
- Erscheinen eines Amtsträgers der Finanzbehörde zu einer Umsatzsteuer-Nachschau nach § 27b des Umsatzsteuergesetzes, einer Lohnsteuer-Nachschau nach § 42g des Einkommensteuergesetzes oder einer Nachschau nach anderen steuerrechtlichen Vorschriften. Zusätzlich muss sich der Amtsträger ausgewiesen haben.
- Tatentdeckung. Wenn die Tat von der Finanzbehörde ganz oder teilweise entdeckt ist (sog. objektive Voraussetzung) und der Täter dies weiß bzw. bei Würdigung der Sachlage damit rechnen musste (sog. subjektive Voraussetzung). Entdeckt ist die Tat, wenn das Finanzamt im konkreten Fall erkennt, dass der Täter eine unrichtige Erklärung abgegeben und dadurch Steuern hinterzogen hat. Der bloße Umstand, dass die Finanzbehörde von Einnahmen erfahren hat, führt nicht zur Tatentdeckung. Erst der Abgleich mit der jeweiligen Steuerakte kann zur Tatentdeckung führen.
- Übersteigen des Steuervorteils von 25.000 € je Tat.
- Besonders schwerer Fall von Steuerhinterziehung nach § 370 Abs. 3 AO.

#### Problempunkt Teilselbstanzeige
Mit der Gesetzesnovelle hat der Gesetzgeber das Postulat umgesetzt, das der BGH formulierte, nämlich dass der Steuersünder reinen Tisch machen müsse, um Straffreiheit zu erlangen. Damit soll die bewusst unvollständige Offenbarung, die Teilselbstanzeige, keine strafbefreiende Wirkung mehr haben. Von hoher praktischer Bedeutung ist dies etwa bei der verspäteten Abgabe von Steueranmeldungen (Anweisungen für das Straf- und Bußgeldverfahren, Nr. 132 Abs. 1). Die verspätete Abgabe verwirklicht eine Steuerverkürzung auf Zeit, die verspätet eingehende Steueranmeldung wird nach allgemeiner Ansicht als Selbstanzeige gewertet. Werden mehrere Steueranmeldungen nacheinander verspätet abgegeben, kann einer späteren Steueranmeldung die Selbstanzeigewirkung abhandenkommen, wenn eine vorherige unpünktliche Steueranmeldung schon den Sperrgrund der Tatentdeckung nach § 371 Abs. 2 Nr. 2 AO auslöst. Die Tatentdeckung hängt ganz wesentlich von dem jeweiligen Verständnis des Tatbegriffs ab. Es kommt darauf an, ob beide Steueranmeldungen Gegenstand derselben (entdeckten) Tat sind.
Für Umsatzsteuer-Voranmeldungen und Lohnsteueranmeldungen hat der Gesetzgeber ab dem 1. Januar 2015 die Möglichkeit der Teilselbstanzeige wieder eingeführt. Im Rahmen der Umsatzsteuerjahreserklärung und der Steueranmeldungen für andere Steuerarten (z. B. Kapitalertragsteueranmeldung, Bauabzugsteueranmeldung) bleibt es bei der Abschaffung der Teilselbstanzeige.

### Rechtsfolge
Folge einer wirksamen Selbstanzeige ist die Straffreiheit wegen der begangenen Steuerstraftaten und Steuerordnungswidrigkeiten. Die wirksame Selbstanzeige stellt ein Strafverfolgungshindernis dar (§ 398a AO). Zur Wirksamkeit tritt neben die vorstehend dargestellten Voraussetzungen noch, dass ein Zuschlag auf die hinterzogene Steuer zu zahlen ist. Der Zuschlag beträgt 10 Prozent der hinterzogenen Steuer, wenn der Hinterziehungsbetrag 25.000 Euro übersteigt und 100.000 Euro nicht übersteigt, 15 Prozent, wenn der Hinterziehungsbetrag 100.000 Euro übersteigt und 1 Million Euro nicht übersteigt, 20 Prozent, wenn der Hinterziehungsbetrag 1 Million Euro übersteigt (§ 371 Abs. 2 Nr. 3 i. V. m. § 398 a Abs. 1 Nr. 2 AO (m. W. v. 1. Januar 2015)).

#### Persönlicher Strafausschließungsgrund
Die Selbstanzeige betrifft nur die Person, die sie erstattet. Die anderen Personen (Mittäter, Gehilfen) bleiben strafbar, wenn sie nicht selbst jeweils für sich eine Selbstanzeige erstattet haben. Es ist allerdings Stellvertretung möglich (Drittanzeige, § 371 Abs. 4 AO).

#### Selbstanzeige betrifft nur die Steuerstraftat
In einer Vielzahl von Fällen geht mit der Hinterziehung von Steuern auch die Verwirklichung anderer Straftaten wie Urkundenfälschung, Untreue und so weiter oder Ordnungswidrigkeiten einher. Für diese greift die strafbefreiende Wirkung der Selbstanzeige nicht. Das gilt auch, wenn sie mit der Steuerhinterziehung in einer prozessualen Handlung zusammen erfolgt sind (Idealkonkurrenz). Eine Selbstanzeige führt in diesen Fällen zur Selbstbezichtigung wegen der nicht steuerlichen Taten. Zudem werden gewerberechtliche Maßnahmen oder der Entzug der Konzession beziehungsweise der Betriebserlaubnis wegen Unzuverlässigkeit damit nicht verhindert, da das keine strafrechtlichen Folgen sind.

### Statistik
2010 wurden 26.000 Selbstanzeigen in Deutschland gestellt. Im Jahr 2013 wurden in Deutschland 18.032 Steuerstrafverfahren wegen Selbstanzeigen eingestellt.
Die Anzahl der Selbstanzeigen stieg in den vergangenen Jahren deutlich an (Stand: Ende 2014):
| Jahr | Selbstanzeigen |
| ---- | -------------- |
| 2011 | 04.800         |
| 2012 | 08.627         |
| 2013 | 26.641         |

Im Jahr 2016 ging die Anzahl der Selbstanzeigen auf nur noch 4.373 zurück, was eine Folge der verschärften Neuregelungen zur Selbstanzeige im Jahr 2015 sein kann.

## Österreich
In den letzten Jahren kam in Österreich der Selbstanzeige nach § 29 Finanzstrafgesetz zentrale Bedeutung zu. Seit der Finanzstrafrechtsnovelle 2010 gibt es zahlreiche Entscheidungen des UFS (Unabhängiger Finanzsenat) und der Höchstgerichte, nicht zuletzt im Zusammenhang mit liechtensteinischen Stiftungen. Obwohl der Strafanspruch des Staates durch die Selbstanzeige wieder aufgehoben werden kann, handelt es sich nicht um eine Rechtswohltat des Gesetzgebers, wie es oft missverstanden wird. Für die Rückkehr zur Steuerehrlichkeit und damit zur Erschließung verborgener Steuerquellen legen die österreichischen Höchstgerichte die formalen Voraussetzungen äußerst eng aus.
| Selbstanzeigenverlauf     | Selbstanzeigenverlauf | Selbstanzeigenverlauf | Selbstanzeigenverlauf | Selbstanzeigenverlauf |
| ------------------------- | --------------------- | --------------------- | --------------------- | --------------------- |
|                           |                       |                       |                       | Anzahl                |
| 2003                      | 2003                  |                       | 601                   | 601                   |
| 2004                      | 2004                  |                       | 528                   | 528                   |
| 2005                      | 2005                  |                       | 461                   | 461                   |
| 2006                      | 2006                  |                       | 464                   | 464                   |
| 2007                      | 2007                  |                       | 482                   | 482                   |
| 2008                      | 2008                  |                       | 654                   | 654                   |
| 2009                      | 2009                  |                       | 1.020                 | 1.020                 |
| 2010                      | 2010                  |                       | 2.190                 | 2.190                 |
| 2011                      | 2011                  |                       | 4.439                 | 4.439                 |
| 2012                      | 2012                  |                       | 5.189                 | 5.189                 |
| Anzahl der Selbstanzeigen |                       |                       |                       |                       |

## Schweiz
Seit dem 1. Januar 2010 gilt in der Schweiz das Bundesgesetz über die Vereinfachung der Nachbesteuerung in Erbfällen und die Einführung der straflosen Selbstanzeige. Das Gesetz betrifft die direkte Bundessteuer sowie die Einkommen- und Vermögensteuern der Kantone und Gemeinden. Die neuen Regelungen haben zum Ziel, Anreize zu geben, bisher versteckte Vermögen und Einkünfte der Besteuerung zuzuführen.